# Kejserligt kloster
Ett kejserligt kloster inom det tysk-romerska riket var ett kloster som innehade status som riksomedelbar.
Ett kejserligt kloster lydde direkt under den tysk-romerske kejsaren, och innehade Landeshoheit, något som gjorde dess föreståndare till en monark och gav klostret status som en stat.
De kejserliga klostren var belägna på det tysk-romerska rikets territorium: vanligen i Tyskland, men också i Belgien, Nederländerna, Schweiz och vissa delar av Frankrike. Under medeltiden gjordes många kloster till kejserliga kloster. Många av de kejserliga klostren sekulariserades under reformationen på 1500-talet, men de upplöstes inte utan gjordes om till protestantiska institutioner för bland annat stiftsjungfrur. De kejserliga kloster som återstod upplöstes alla 1802–1806. 